# Beaucarnea hiriartiae
Beaucarnea hiriartiae ist eine Pflanzenart aus der Gattung Beaucarnea innerhalb der Familie der Spargelgewächse (Asparagaceae).

## Beschreibung
Beaucarnea hiriartiae ist kaum bekannt.
Charakteristisch sind die unregelmäßig verzweigten, schlanken Bäume mit dem basal verdickten Caudex. Typisch sind die variablen, grünen herabfallenden Blätter mit den fein gezähnten Blatträndern.

### Vegetative Merkmale
Beaucarnea hiriartiae wächst strauchig bis baumförmig mit Wuchshöhen von 5 bis 8 Metern. Sie bildet einen verdickten, ovalen Caudex, welcher in einen schlanken Stamm übergeht. Der Stamm ist unregelmäßig angeordnet spärlich verzweigt.
Die grünen, variablen, relativ früh vergänglichen Laubblätter sind bei einer Länge von 70 bis 90 Zentimetern sowie einer Breite von 10 bis 15 Millimetern linealisch mit fein gezähnten Blatträndern.

### Generative Merkmale
Der rispige Blütenstand ist bei einer Höhe von 70 bis 100 Zentimetern sowie einem Durchmesser von 20 bis 30 Zentimetern eiförmig mit unregelmäßig angeordneten Verzweigungen. Die Blüten sind weiß bis gelb.
Die bei einer Länge von 8 bis 11 Millimetern sowie einem Durchmesser von 0,7 bis 1 Millimetern verkehrt-eiförmigen bis länglichen Kapselfrüchte enthalten nur einen Samen. Die dreikantigen Samen sind etwa 3,5 Millimeter lang und etwa 3 Millimeter breit.

## Ähnliche Arten
Sie ist nahe verwandt mit Beaucarnea stricta, die jedoch kürzere und steife Laubblätter besitzt.

## Vorkommen
Beaucarnea hiriartiae kommt nur im mexikanischen Bundesstaat Guerrero vor. Beaucarnea hiriartiae gedeiht in Xerophyten-Regionen in tropischen Laubwäldern in Höhenlagen von 250 bis 700 Metern. Sie wächst in trockenen, tropischen Wäldern.

## Systematik
Die Erstbeschreibung von Beaucarnea hiriartiae erfolgte 1992 durch Luis Hernández Sandoval in Una especie nueva de Beaucarnea (Nolinaceae). in Acta Botanica Mexicana. Band 18, 1992, S. 25–29.
Die Art Beaucarnea hiriartiae gehört zur Sektion Pappilatae der Gattung Beaucarnea aus der Tribus Nolineae in der Unterfamilie Nolinoideae
innerhalb der Familie der Asparagaceae.

## Trivialnamen
Ein englischsprachiger Trivialname ist „Pony Tail Palm“.

## Nachweise